# Tetjana Pjankowa

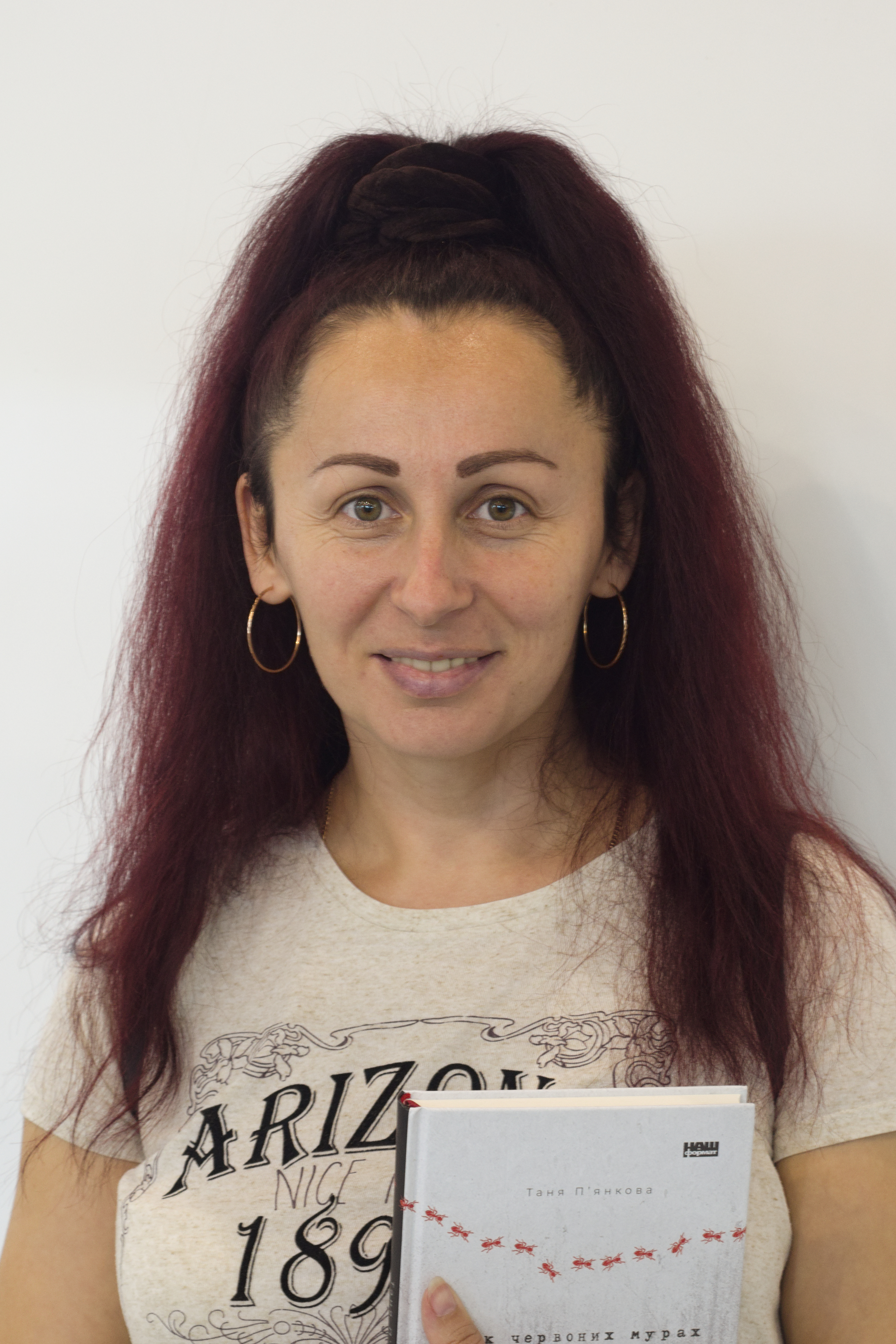
Tetjana Pjankowa (2022)

Tetjana Leonidiwna Pjankowa (auch Tanya Pyankova, ukrainisch Тетяна Леонідівна П'янкова; * 3. Juli 1985 in Wyhoda) ist eine ukrainische Dichterin, Schriftstellerin, Verlegerin, Philologin und Kreativmanagerin. Sie ist Mitglied des Nationalen Schriftstellerverbandes der Ukraine.

## Leben und Wirken
Tetjana Pjankowa schloss ein Philologiestudium an der Wassyl-Stefanyk-Universität in Iwano-Frankiwsk ab.
Im Jahr 2017 gründete Pjankowa zusammen mit dem Schriftsteller Wassyl Kusan die Literaturagentur Sillja.
Sie ist Autorin von Gedichtbänden und einer Reihe von Romanen.
Ihr Roman Das Zeitalter der roten Ameisen, der vom Holodomor in der Ukraine handelt, wurde ins Deutsche übersetzt.
Pjankowa lebt und arbeitet in Truskawez.

## Werke (Auswahl)
- Das Zeitalter der Roten Ameisen. Ecco Verlag, Hamburg 2022, ISBN 978-3753000770 (Ins Deutsche übersetzt von Beatrix Kersten)[3]
- Вік червоних мурах. Nash format, Kyjiw, 2022, ISBN 9786177973958
- Чужі гріхи. Klub simejnoho doswillja, Charkiw, 2020, ISBN 9786171274563
- Кролівна. Ukrajinskyj priorytet, Kyjiw 2016, ISBN 9786177398058